# Marie Neumannová
Marie Neumannová Pinterová (Brandýs nad Labem-Stará Boleslav, 16 agosto 1946) è un'ex tennista cecoslovacca, successivamente ungherese.
È conosciuta anche come Marie Pinterová.

## Carriera
In carriera ha vinto due titoli nel singolare, il Virginia Slims of Jacksonville nel 1972 e il Japan Open Tennis Championships nel 1981. Nei tornei del Grande Slam ha ottenuto il suo miglior risultato raggiungendo i quarti di finale nel singolare all'Open di Francia nel 1974.

## Statistiche

### Singolare

#### Vittorie (2)
| Numero | Anno            | Torneo                                       | Superficie  | Avversaria in finale | Punteggio     |
| 1.     | 9 aprile 1972   | Virginia Slims of Jacksonville, Jacksonville | Terra verde | Billie Jean King     | 6-4, 6-3      |
| 2.     | 24 ottobre 1981 | Japan Open Tennis Championships, Tokyo       | Cemento     | Pam Casale           | 2-6, 6-4, 6-1 |

### Doppio

#### Finali perse (3)
| Numero | Anno            | Torneo                                 | Superficie  | Compagna            | Avversarie in finale       | Punteggio     |
| 1.     | 8 aprile 1973   | USLTA Sarasota, Sarasota               | Terra rossa | Martina Navrátilová | Patti Hogan Sharon Walsh   | 6-4, 0-6, 3-6 |
| 2.     | 19 ottobre 1980 | Borden Classic, Nagoya                 | Terra rossa | Nerida Gregory      | Lindsay Morse Jean Nachand | 3-6, 1-6      |
| 3.     | 26 ottobre 1980 | Japan Open Tennis Championships, Tokyo | Cemento     | Nerida Gregory      | Dana Gilbert Peanut Louie  | 3-6, 2-6      |